# Tommaso Di Ciaula
Tommaso Di Ciaula (geboren am 27. September 1941 in Adelfia; gestorben am 12. Januar 2021 in Bitetto) war ein italienischer Schriftsteller und Journalist.

## Leben
Di Ciaula wurde 1941 nahe Bari im südostitalienischen Apulien geboren. Er arbeitete 20 Jahre lang als Dreher in einer Fabrik, bevor er 1978 mit Tuta blu (dt. 1979 als Der Fabrikaffe und die Bäume) schlagartig über Italien hinaus bekannt wurde. 1970 war bereits ein Band mit Gedichten von Di Ciaula erschienen. Nach Tuta blu folgte 1981 Prima l'amaro, poi il dolce. Amori e altri mestieri (dt. leicht veränd. 1982 als Das Bittere und das Süße). Von seinen weiteren Werken ist Acque sante, acque marce (1997) unter dem Titel Die Wasser Apuliens 2001 auf Deutsch erschienen.
Di Ciaula lebte als freier Autor, Journalist und Drehbuchautor in der Nähe von Bari.

## Werke auf Deutsch
- Der Fabrikaffe und die Bäume. Wut, Erinnerungen und Träume eines apulischen Bauern, der unter die Arbeiter fiel. Aus dem Ital. von Wolfgang Sebastian Baur. Wagenbach, Berlin 1979, ISBN 3-8031-2051-9
- Das Bittere und das Süße. Über die Liebe, das Scherenschleifen und andere vergessene Berufe. Aus dem Ital. von Werner Raith. Wagenbach, Berlin 1982, ISBN 3-8031-2086-1
- Die Wasser Apuliens. Roman, Ed. Kappa, Wien 2001, ISBN 3-932000-53-6

### Mitwirkung
- Martin Thomas: Magisches Apulien. Mit literarischen Texten von Tommaso di Ciaula, Harenberg, Dortmund 1987, ISBN 3-88379-526-7 (Bildband)